# Krzysztof Ruchniewicz

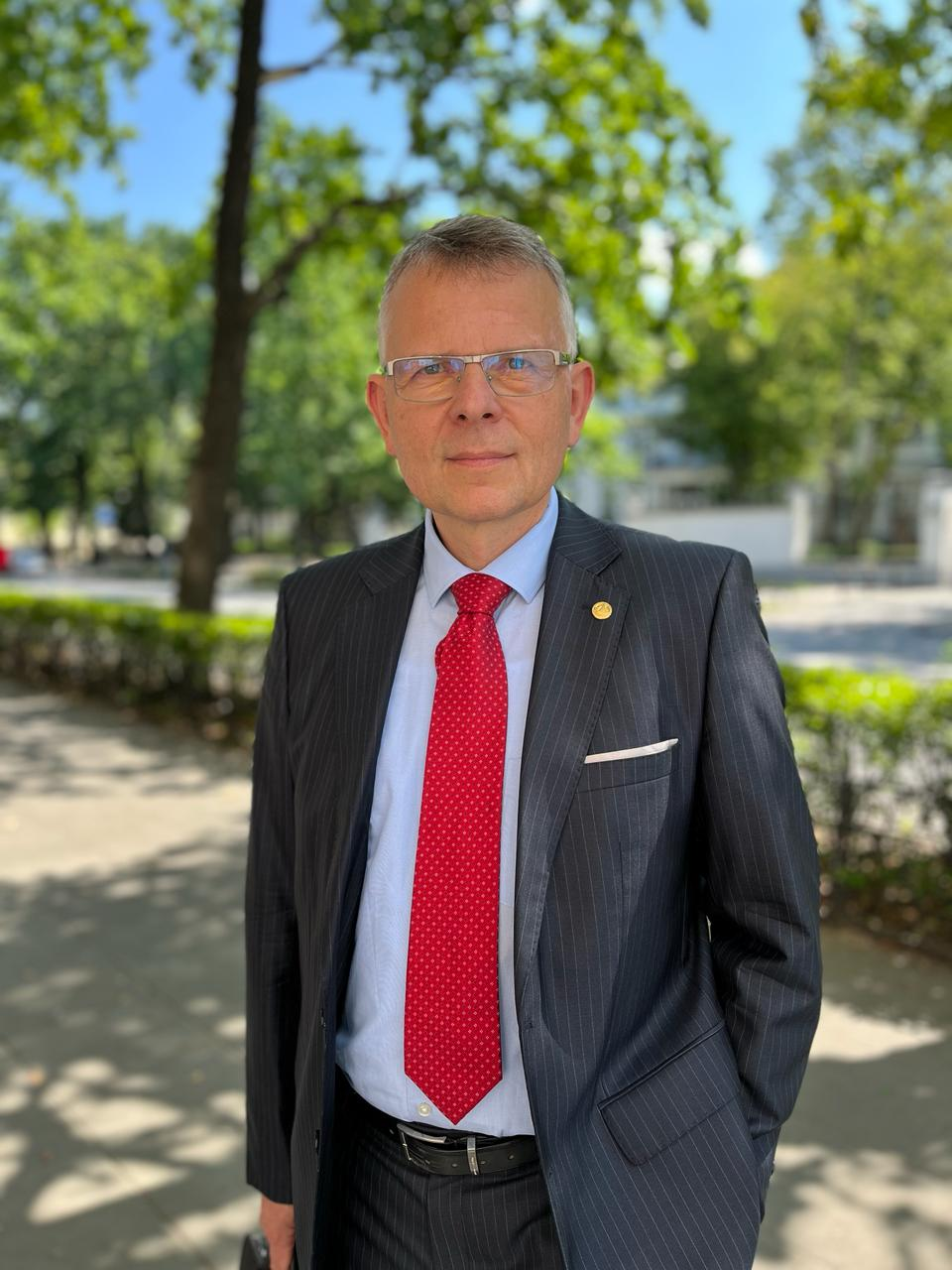
Krzysztof Ruchniewicz (2025)

Krzysztof Ruchniewicz (* 27. Januar 1967 in Breslau, Polen) ist ein polnischer Zeithistoriker,  Professor an der Universität Breslau angesiedelt am dortigen Willy-Brandt-Zentrum für Deutschland- und Europastudien sowie Direktor des Witold-Pilecki-Instituts in Warschau.

## Werdegang
Ruchniewicz studierte Geschichte an der Universität Breslau, der Universität des Saarlandes in Saarbrücken und der Philipps-Universität in Marburg. Dabei war er von 1994 bis 1996 Stipendiat der Konrad-Adenauer-Stiftung und 1997 Stipendiat der Stiftung für Polnische Wissenschaft – Fundacja na rzecz Nauki Polskiej.
Seine Magisterarbeit (1991) trug den Titel „Enno Meyer a Polska i Polacy. Z badań nad początkami Wspólnej Komisji Podręcznikowej PRL-RFN“ (Enno Meyer, Polen und die Polen. Aus den Forschungen über die Anfänge der gemeinsamen deutsch-polnischen Schulbuchkommission). Betreuer war Wojciech Wrzesiński. Seine Doktorarbeit schrieb er 2000 zum Thema: „Warszawa-Berlin-Bonn. Stosunki polityczne w latach 1949–1958“ (Warschau-Berlin-Bonn. Politische Beziehungen in den Jahren 1949–1958). Sein Doktorvater war hier Wojciech Wrzesiński. Er habilitierte sich 2007: „Polskie zabiegi o odszkodowania niemieckie w latach 1944/45-1975“ (Polnische Bemühungen um die deutsche Wiedergutmachung in den Jahren 1944/45-1975).
1991 erhielt er einen Lehrauftrag am Institut für Geschichte der Universität Breslau, wo er 2009  außerordentlicher Professor und 2013 Professor wurde. Er ist Gründungsdirektor des Willy-Brandt-Zentrums für Deutschland- und Europastudien (2002) und war dessen langjähriger Direktor – mit einer Unterbrechung von 2007 bis 2009 (2024 wurde er zum kommissarischen Direktor ernannt). 
Ruchniewicz ist Autor von zahlreichen Publikationen. Er ist Mitglied in mehreren wissenschaftlichen Gremien im In- und Ausland und aktiver Teilnehmer an mehreren Debatten über den Stand der Deutsch-polnischen Beziehungen, der polnischen Erinnerungskultur sowie der aktuellen Situation in Deutschland.
2022 wies er die Reparationsforderungen an Deutschland zurück, die die PiS-Regierung für die Verbrechen der NS-Zeit stellte. 2024 wurde er im Zuge einer Neuausrichtung im Gefolge der Parlamentswahl in Polen 2023 zum Direktor des Witold-Pilecki-Instituts in Warschau ernannt. Er bekam die Aufgabe, das Pilecki-Institut zu reformieren und es in ein wissenschaftliches Institut umzuwandeln. Die eingeführten Änderungen lösten Angriffe der polnischen Rechten aus.
Am 13. Juni 2024 wurde Ruchniewicz zum Beauftragten des Ministers für Auswärtige Angelegenheiten der Republik Polen für die deutsch-polnische zwischengesellschaftliche und grenzüberschreitende Zusammenarbeit ernannt, allerdings wurde seine Stelle im August 2025 aufgrund einer Umstrukturierung im polnischen Außenministerium aufgelöst. 
2024 wurde er ins Vergabegremium eines Preises für Verdienste an den deutsch-polnischen Beziehungen berufen.

## Ehrungen und Auszeichnungen
- 2011 wurde Krzysztof Ruchniewicz mit dem Verdienstkreuz der Republik Polen in Gold ausgezeichnet.[7]
- 2019 wurde er mit dem Verdienstkreuz am Bande des Verdienstordens der Bundesrepublik Deutschland für sein Engagement um die deutsch-polnische Freundschaft und seine wissenschaftliche Arbeit in diesem Bereich geehrt.[8]
- 2021 wurde er anlässlich des 30. Jahrestages der Friedlichen Revolution und der deutschen Wiedervereinigung mit der Medaille „Sachsen – Land der Friedlichen Revolution“ für besondere Verdienste um die deutsch-polnischen Beziehungen und das zivilgesellschaftliche Engagement ausgezeichnet.[9]
- 2023 wurde Krzysztof Ruchniewicz Träger des europäischen Viadrina-Preises der Universität Frankfurt (Oder), der seit 1999 verliehen wird. In der Begründung wurden seine herausragenden Verdienste um die deutsch-polnische Verständigung und den europäischen Gedanken hervorgehoben.[10][11]

## Publikationen
- Krzysztof Ruchniewicz, Stefan Troebst (Hrsg.): Diktaturbewältigung und nationale Selbstvergewisserung. Geschichtskulturen in Polen und Spanien im Vergleich. Wydawnictwo Uniwersytetu Wrocławskiego, Wrocław 2004, ISBN 978-0-00-003444-1.
- Krzysztof Ruchniewicz: Zögernde Annäherung. Studien zur Geschichte der deutsch-polnischen Beziehungen im 20. Jahrhundert. Thelem, Dresden 2005, ISBN 978-3-935712-86-6, Online
- Krzysztof Ruchniewicz, Marek Zybura (Hrsg.): „Mein Polen…“. Deutsche Polenfreunde in Porträts. Thelem, Dresden 2005, ISBN 978-3-937672-36-6.
- Krzysztof Ruchniewicz, Jürgen Zinnecker (Hrsg.): Zwischen Zwangsarbeit, Holocaust und Vertreibung – Polnische, jüdische und deutsche Kindheiten im besetzten Polen. Juventa, Weinheim und München 2007, ISBN 978-3-7799-1733-5, Online.
- Krzysztof Ruchniewicz: „Noch ist Polen nicht verloren“. Das historische Denken der Polen (= Mittel- und Osteuropastudien). Lit-Verlag, Münster/Hamburg/Berlin/Wien/London 2007, ISBN 978-3-8258-0893-8, Online.
- Krzysztof Ruchniewicz, Marek Zybura (Hrsg.): Die höchste Ehrung, die einem Schriftsteller zuteil werden kann. Deutschsprachige Nobelpreisträger für Literatur. Neisse Verlag, Dresden 2008, ISBN 978-3-940310-01-9.
- Dieter Bingen, Krzysztof Ruchniewicz (Hrsg.): Länderbericht Polen. Geschichte – Politik – Wirtschaft – Gesellschaft – Kultur. Campus, Bonn 2009, ISBN 978-3-593-38991-2.
- Martin Aust, Krzysztof Ruchniewicz, Stefan Troebst (Hrsg.): Verflochtene Erinnerungen. Polen und seine Nachbarn im 19. und 20. Jahrhundert. Boehlau Verlag, Köln 2009, ISBN 978-3-412-20292-7.
- Detlef Brandes, Holm Sundhaussen, Stefan Troebst in Verbindung mit Kristina Kaiserová und Krzysztof Ruchniewicz (Hrsg.): Lexikon der Vertreibungen. Deportation, Zwangsaussiedlung und ethnische Säuberung in Europa des 20. Jahrhunderts. Böhlau Verlag, Wien/Köln/Weimar 2010, ISBN 978-3-205-78407-4.
- Friedhelm Boll, Krzysztof Ruchniewicz (Hrsg.): „Nie mehr eine Politik über Polen hinweg“. Willy Brandt und Polen. Dietz Verlag, Bonn 2010, ISBN 978-3-8012-0407-5.
- Basil Kerski, Krzysztof Ruchniewicz (Hrsg.): Polnische Einwanderung. Geschichte und Gegenwart der Polen in Deutschland. Fibre Verlag, Osnabrück 2011, ISBN 978-3-938400-68-5.
- Dieter Bingen, Peter Oliver Loew, Krzysztof Ruchniewicz, Marek Zybura (Hrsg.): Erwachsene Nachbarschaft. Die deutsch-polnischen Beziehungen 1991 bis 2011. Harrassowitz Verlag, Wiesbaden 2011, ISBN 978-3-447-06511-5.
- Barbara Coellen, Bartosz Dudek, Krzysztof Ruchniewicz (Hrsg.): Polenhilfe. Als Schmuggler für Polen unterwegs. Pomoc dla Polski. Zostali przemytnikami dla Polaków. Neisse Verlag, Dresden/Wrocław 2011, ISBN 978-3-86276-035-0.
- Krzysztof Ruchniewicz, Marek Zybura (Hrsg.): Zwischen (Sowjet-)Russland und Deutschland. Geschichte und Politik im Schatten von Józef Mackiewicz (1902–1985). Fibre Verlag, Osnabrück 2012, ISBN 978-3-938400-57-9.
- Constantin Goschler in Zusammenarbeit mit José Brunner, Krzysztof Ruchniewicz und Philipp Ther (Hrsg.): Die Entschädigung von NS-Zwangsarbeit am Anfang des 21. Jahrhunderts. Band 1: Die Stiftung. Der Abschluss der deutschen Wiedergutmachung? Wallstein, Göttingen 2012, ISBN 978-3-8353-1085-8.
- Constantin Goschler in Zusammenarbeit mit José Brunner, Krzysztof Ruchniewicz und Philipp Ther (Hrsg.), Die Entschädigung von NS-Zwangsarbeit am Anfang des 21. Jahrhunderts. Band 2: Transnationale Opferanwaltschaft. Das Auszahlungsprogramm und die internationalen Organisationen. Wallstein, Göttingen 2012, ISBN 978-3-8353-1085-8.
- Constantin Goschler in Zusammenarbeit mit José Brunner, Krzysztof Ruchniewicz und Philipp Ther (Hrsg.), Die Entschädigung von NS-Zwangsarbeit am Anfang des 21. Jahrhunderts. Band 3: Nationale Selbstbilder, Opferdiskurse und Verwaltungshandeln. Das Auszahlungsprogramm in Ostmitteleuropa. Wallstein, Göttingen 2012, ISBN 978-3-8353-1085-8.
- Constantin Goschler in Zusammenarbeit mit José Brunner, Krzysztof Ruchniewicz und Philipp Ther (Hrsg.), Die Entschädigung von NS-Zwangsarbeit am Anfang des 21. Jahrhunderts. Band 4: Helden, Opfer, Ostarbeiter. Das Auszahlungsprogramm in der ehemaligen Sowjetunion. Wallstein, Göttingen 2012, ISBN 978-3-8353-1085-8.
- Wolfgang Form, Kerstin von Lingen, Krzysztof Ruchniewicz (Hrsg.): Narrative im Dialog. Deutsch-polnische Erinnerungsdiskurse. Neisse Verlag, Dresden 2013, ISBN 978-3-86276-096-1.
- Andreas Brämer, Arno Herzig und Krzysztof Ruchniewicz (Hrsg.): Jüdisches Leben zwischen Ost und West. Neue Beiträge zur jüdischen Geschichte in Schlesien. Wallstein Verlag, Göttingen 2014, ISBN 978-3-8353-1015-5.
- Constantin Goschler in Zusammenarbeit mit José Brunner, Krzysztof Ruchniewicz und Philipp Ther (Hrsg.): Compensation in practice. The Foundation ‘Remembrance, Responsibility and Future’ and the Legacy of Forced Labour during the Third Reich. Berghahn Books, New York 2017, ISBN 978-1-78533-637-9.
- Krzysztof Ruchniewicz, Marek Zybura (Hrsg.): „Der du mein ferner Bruder bist...“. Polnische Deutschlandfreunde in Porträts. Fibre Verlag, Osnabrück 2017, ISBN 978-3-938400-84-5.
- Elżbieta Opiłowska, Krzysztof Ruchniewicz, Marek Zybura (Hrsg.): Kreisau und Verdun. Wege zur deutsch-polnischen und deutsch-französischen Versöhnung und ihre Symbole im kollektiven Gedächtnis. Fibre Verlag, Osnabrück 2017, ISBN 978-3-944870-05-2.
- Krzysztof Ruchniewicz: Schauplatz Geschichte. Entdecken und Verstehen in den deutsch-polnischen Beziehungen. dpgbv, Berlin 2018, ISBN 978-3-00-060668-7.
- Krzysztof Ruchniewicz: Kreisau neu gelesen. Aus dem Polnischen von Sabine Stekel, mit einem Nachwort von Annemarie Franke. Sonderausgabe der Sächsischen Landeszentrale für politische Bildung, Dresden 2018, ISBN 978-3-86276-249-1.
- Krzysztof Ruchniewicz: Kreisau neu gelesen, mit einem Nachwort von Annemarie Franke, Dresden: Neisse Verlag, 2018, ISBN 978-3-86276-249-1.
- Krzysztof Ruchniewicz, Stefan Troebst, Marek Zybura (Hrsg.): In officio amicitiae. Andreas Lawaty, dem Grenzgänger und Freund, zum 65. Geburtstag. Neisse Verlag, Dresden 2018, ISBN 978-3-86276-259-0.
- Krzysztof Ruchniewicz, Marek Zybura (Hrsg.): Deutschsprachige Nobelpreisträger für Literatur. Neisse Verlag, Dresden 2019, ISBN 978-3-86276-270-5.
- Krzysztof Ruchniewicz (ed.): Public History and Ethics. Monthly Editorial Jan 2020. In: Public History Weekly 8 (2020) 2, doi:10.1515/phw-2020-14900.
- Krzysztof Ruchniewicz: La minorité allemande dans la Pologne de l’entre-deux-guerres. In: Allemagne d'aujourd'hui. Nr. 228, 2019, S. 130–139 (französisch, online).
- Krzysztof Ruchniewicz (ed.): The End of World War II. In: Public History Weekly 8 (2020) 5, doi:10.1515/phw-2020-16308.
- Krzysztof Ruchniewicz, Jan Barcz (Hrsg.): Akt der guten Nachbarschaft. 30 Jahre Vertrag über gute Nachbarschaft und freundschaftliche Zusammenarbeit zwischen Polen und Deutschland, Wroclaw-Warszawa 2021, ISBN 978-83-8017-406-1.
- Krzysztof Ruchniewicz (ed.): The Power of Images. In: Public History Weekly 9 (2021) 5, doi:10.1515/phw-2021-18463.
- Krzysztof Ruchniewicz, Jan Barcz (Hrsg.): Ein historischer Akt. 30 Jahre Vertrag über Vertrag über die Bestätigung der deutsch-polnischen Grenze an Oder und Lausitzer Neiße, Wroclaw-Warszawa 2022, ISBN 978-83-8017-418-4.
- Krzysztof Ruchniewicz, Jan Barcz (Hrsg.): Ein symbolischer Akt. Deutsche Entschädigungsleistungen für die Opfer nationalsozialistischer Verbrechen in Polen. Die „pragmatische Formel“ im Spiegel der Vereinbarungen der Jahre 1991 und 2000, Wroclaw-Warszawa 2023, ISBN 978-83-8017-508-2.
- Krzysztof Ruchniewicz, Marek Zybura  (Hrsg.): Freya von Moltke, Christian Tröbst, Widerstand und Glaube. Ein Briefwechsel 1957–1959. Mit einem Grußwort von Helmuth Caspar von Moltke, Göttingen 2024, ISBN 978-3-8353-5593-4.
- Krzysztof Ruchniewicz, Jan Barcz (Hrsg.): Partyjna kampania reparacyjna PiS („Die Reparationskampagne“ der Partei Recht und Gerechtigkeit), Wrocław 2024, ISBN 978-83-66810-36-5.